# Momisis submonticola
Momisis submonticola là một loài bọ cánh cứng trong họ Cerambycidae.